# 칼 스파츠
칼 앤드루 스파츠는 미국의 군인으로, 제2차 세계 대전 당시 유럽에서 전략폭격을 이끈 장군이자, 유럽 내 정유시설 폭격을 입안한 사람이기도 하다. 칼 스파츠는 미국 육군사관학교에 입학해 군인의 길을 걷기 시작했으며, 처음에는 미국 육군에서 복무했다. 제2차 세계 대전 당시 육군 참모총장 조지 마셜의 임명으로 1942년 미국 육군 항공대의 전투사령부를 지휘하게 되었고, 이후 새로 창설된 제8공군의 사령관이 되어 유럽 전역에서 복무하는 미국 공군의 지휘를 담당하게 되었다. 1945년 5월 7일 독일이 미국에 항복했을 때 칼 스파츠는 항복이 있었던 랭스에 있었다. 독일의 항복 이후 미국 태평양 전략 공군의 사령관이 되었을 때 칼 스파츠는 히로시마·나가사키 원자폭탄 투하를 비롯한 일본 본토 공습을 입안하고 실행했다. 1945년 9월 2일 일본이 미국에 항복했을 때 칼 스파츠는 항복 문서 서명식이 있던 USS 미주리에 있었다. 1947년 스파츠는 신설된 미국 공군의 초대 참모총장을 맡았고, 이후 1948년부터 1959년까지 미국 민간항공순찰대에서 근무 후 은퇴했다. 